# چوپان قشلاقی
چوپان قشلاقی یک روستا در ایران است که در دهستان ارشق مرکزی واقع شده‌است. چوپان قشلاقی ۲۶ نفر جمعیت دارد.